# Juan Ramón Verón

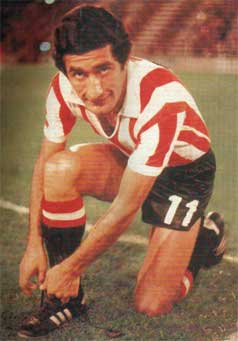
Juan Ramón Verón

Juan Ramón Verón (* 17. März 1944 in La Plata; † 27. Mai 2025 ebenda) war ein argentinischer Fußballspieler.

## Spielerlaufbahn
Juan Ramón Verón wurde vor allem aufgrund seiner spielerischen und technischen Fähigkeiten bekannt. In seiner Heimat bekam der im offensiven Mittelfeld agierende Spieler deswegen den Spitznamen La Bruja, was so viel bedeutet wie „Der Hexer“. Von 1962 bis 1972 spielte er für den argentinischen Spitzenverein Estudiantes de La Plata und wurde zu einem der erfolgreichsten und beliebtesten Spieler seines Vereins. 1968 erzielte er den entscheidenden Treffer zum Weltpokal-Sieg der Estudiantes über Manchester United.
Nach 1972 spielte er zwei Jahre in Griechenland bei Panathinaikos Athen und ein Jahr in Kolumbien, ehe er 1975 wieder zu Estudiantes de La Plata zurückkehrte.

## Trainertätigkeit
Nachdem er seine aktive Laufbahn beendet hatte, übernahm Juan Ramón Verón einen Trainerposten beim guatemaltekischen Verein Comunicaciones, ehe er im Anschluss – und bis zuletzt – Berater seiner früheren Mannschaft Estudiantes de La Plata wurde.

## Persönliches
Sein überdurchschnittliches Talent gab er an seinen Sohn Juan Sebastián Verón weiter, der wie er selbst Nationalspieler Argentiniens wurde.

## Tod
Verón starb am 27. Mai 2025 im Alter von 81 Jahren im Instituto Médico Platense.